# Озоркув (гміна)
Гміна Озоркув (пол. Gmina Ozorków) — сільська гміна у центральній Польщі. Належить до Зґерського повіту Лодзинського воєводства.
Станом на 31 грудня 2011 у гміні проживало 6872 особи.

## Площа
Згідно з даними за 2007 рік площа гміни становила 95.17 км², у тому числі:
- орні землі: 78.00%
- ліси: 13.00%

Таким чином, площа гміни становить 11.15% площі повіту.

## Населення
Станом на 31 грудня 2011:
| Опис     | Загалом | Загалом | Чоловіки | Чоловіки | Жінки | Жінки |
| -------- | ------- | ------- | -------- | -------- | ----- | ----- |
| одиниця  | осіб    | %       | осіб     | %        | осіб  | %     |
| все      | 6872    | 100     | 3388     | 49.30    | 3484  | 50.70 |
| міське   | 0       | 100     | 0        |          | 0     |       |
| сільське | 6872    | 100     | 3388     | 49.30    | 3484  | 50.70 |

## Сусідні гміни
Гміна Озоркув межує з такими гмінами: Ґура-Швентей-Малґожати, Зґеж, Ленчиця, Озоркув, Паженчев.